# Jean-Henri Grandpierre
Pour les articles homonymes, voir Grandpierre.
Jean-Henri Grandpierre, né le 19 février 1799 à Neuchâtel et mort le 10 juillet 1874 à Arlesheim, en Suisse, est un pasteur protestant. Il est directeur de la Société des missions évangéliques de Paris de 1824 à 1856.

## Biographie
Il naît le 19 février 1799, fils de Jean-Ulrich Grandpierre, négociant originaire de Genève, et Élisabeth Petitpierre, de Neuchâtel. Sa famille est marquée par le Réveil protestant francophone. En 1818, il part étudier à Zurich, puis de 1819 à 1821 à l'université de Tübingen. Il est consacré le 6 août 1823 à Neuchâtel. Il devient pasteur suffragant du pasteur Jean-Henri Ebray à l'Église française réformée de Bâle. 
Remarqué par le pasteur Mark Wilks, membre du comité de la Société des missions évangéliques de Paris, il est nommé en 1827 directeur de la Maison des missions, boulevard Arago,. Il exerce cette fonction jusqu'en 1856, à la suite du pasteur Galland et avant d'être remplacé par Eugène Casalis.
En octobre 1830, des revivalistes fondent la chapelle Taitbout, et Grandpierre est appelé à présider le culte certains dimanches. En 1842, il cesse d'y prêcher lorsque la chapelle se constitue en Église indépendante du Consistoire réformé. En 1843, il est nommé pasteur de l'église réformée des Batignolles, au premier poste officiel rémunéré par l’État dans le cadre du Régime concordataire français. Il est naturalisé français le 26 octobre 1844 et alors confirmé comme titulaire du poste. Il est rédacteur puis directeur à partir de 1846 de l'hebdomadaire revivaliste L'Espérance.
En 1851, il devient pasteur suffragant du pasteur Henri François Juillerat à l'Oratoire du Louvre. Il est nommé pasteur officiel en 1856. En 1865, il est le premier pasteur à habiter la maison presbytérale, au 4 rue de l'Oratoire, construite en 1854. De 1867 à 1872, il est président du Consistoire réformé de Paris,.
Il se retire en Suisse à la fin de sa vie, où il rédige ses mémoires. Il meurt à Arlesheim, près de Bâle, le 10 juillet 1874.